# Anastatus goethei
Anastatus goethei är en stekelart som först beskrevs av Girault 1929.  Anastatus goethei ingår i släktet Anastatus och familjen hoppglanssteklar. Inga underarter finns listade i Catalogue of Life.